# 奥斯汀·里弗斯
奥斯汀·詹姆斯·里弗斯（英語：Austin James Rivers，1992年8月1日—），为美国NBA联盟的职业篮球运動員。他在2012年的NBA选秀中第1轮第10顺位被新奥尔良黄蜂选中。奥斯汀·里弗斯是前任費城76人總教練道格·里弗斯的儿子。

## 職業生涯

### 明尼蘇達灰狼 (2022至今)
2022年7月14日，里弗斯与明尼苏达森林狼队签订了一份为期一年的合同。